# Чарна-Сендзішовська
Чарна-Сендзішовська (пол. Czarna Sędziszowska) — село в Польщі, у гміні Сендзішув-Малопольський Ропчицько-Сендзішовського повіту Підкарпатського воєводства.
Населення — 1500 осіб (2011).
У 1975-1998 роках село належало до Ряшівського воєводства.

## Демографія
Демографічна структура станом на 31 березня 2011 року:
|          | Загалом | Допрацездатний вік | Працездатний вік | Постпрацездатний вік |
| -------- | ------- | ------------------ | ---------------- | -------------------- |
| Чоловіки | 755     | 189                | 504              | 62                   |
| Жінки    | 745     | 178                | 435              | 132                  |
| Разом    | 1500    | 367                | 939              | 194                  |